# Piccolo (personaggio)
Piccolo (ピッコロ?, Pikkoro), Junior nel doppiaggio televisivo italiano, è uno dei personaggi principali del manga Dragon Ball di Akira Toriyama. Esso compare anche nelle varie opere derivate, tra cui le serie televisive anime Dragon Ball, Dragon Ball Z, Dragon Ball GT, Dragon Ball Super e Dragon Ball DAIMA, i film, gli OAV e numerosi videogiochi.
È un alieno namecciano che all'inizio viene introdotto come uno dei tanti antagonisti di Son Goku. Ultimo figlio e reincarnazione del Grande Mago Piccolo, avversario ucciso in passato da Goku, Piccolo è stato concepito con l'obiettivo di vendicare il padre e conquistare la Terra. Per adempiere a questo compito, si iscrive al 23º Torneo Tenkaichi per affrontare Goku, ma quest'ultimo lo sconfigge nella finale della competizione. Nonostante resti per lungo tempo frustrato dall'esito del torneo, nello sviluppo della storia Piccolo mette da parte le sue ambizioni di conquista e, a partire dalle battaglie con i Saiyan, suggellerà un ottimo rapporto con Goku e, soprattutto, con il figlio di quest'ultimo, il piccolo Son Gohan, verso il quale diventa prima un severo maestro e poi anche un grandissimo amico.
Come tutti i membri della famiglia demoniaca, il suo nome fa riferimento a uno strumento musicale: infatti il nome Piccolo è un richiamo all'ottavino, conosciuto anche come flauto piccolo. In lingua namecciana, il nome Piccolo significa "mondo diverso", come affermato da Mr. Popo che conosce bene l'idioma.

## Biografia

### Dragon Ball
Prima di morire a causa del colpo infertogli da Son Goku, il Grande Mago Piccolo riesce a generare il suo erede, Piccolo, al quale affida la missione di vendicarlo e conquistare la Terra. Piccolo cresce, così, con un grandissimo odio nei confronti di Son Goku e, già da bambino, dimostra di aver ereditato la forza e la malvagità del genitore.
Dopo essersi allenato per tre anni, Piccolo partecipa al 23º Torneo Tenkaichi sotto mentite spoglie, col nome di Majunior, per uccidere Goku, avversario che incontrerà in seguito nella finale della competizione. Dopo essersi qualificato facilmente per i quarti di finale, qui si scontrerà con Crilin, che sconfigge con poche difficoltà. Nella semifinale incontra il Dio della Terra in persona, sotto mentite spoglie anche lui, che partecipa al torneo al solo scopo di poter scongiurare la minaccia di Piccolo, affrontandolo sul ring. Dopo un aspro duello, Dio è costretto ad utilizzare la Mafuuba per poter fermare Piccolo, che si rivela molto più forte di suo padre e quindi anche di lui. Tuttavia Piccolo conosce una mossa per contrastare la tecnica e rivoltarla contro il suo utilizzatore, la Contro Mafuuba, e imprigiona Dio all'interno di un'ampolla, che poi ingoierà, vincendo così il combattimento. Arriva quindi allo scontro con Goku, nella finale. Dopo un duro combattimento senza esclusione di colpi, Piccolo viene sconfitto da Goku, che riesce anche a liberare Dio durante la battaglia e decide di risparmiare il suo avversario, nella speranza di potersi confrontare di nuovo con lui.
Cinque anni dopo, mentre si trova in meditazione nel deserto, Piccolo ha un breve scontro con Radish, fratello di Goku, nel quale capisce subito la superiorità del nemico. Conscio che Radish potrebbe ostacolarlo nel suo piano di conquista della Terra, ma soprattutto per paura della sua incredibile forza, Piccolo non trova altra soluzione che unirsi momentaneamente al rivale Goku per vincerlo, il quale accetta soprattutto perché Radish ha rapito suo figlio Gohan e lo tiene in ostaggio per ricattare il fratello. Anche con l'unione dei due guerrieri, però, Radish si rivela troppo forte, tanto che è necessario il nuovo colpo più potente di Piccolo, il Makankosappo, e il sacrificio di Goku per sconfiggerlo. Tuttavia, Radish, poco prima di morire, rivela che di lì a un anno arriveranno altri due Saiyan, molto più potenti di lui, per vendicarlo e per trovare le cosiddette sfere del drago. Piccolo, che si era accorto del potere latente di Gohan durante lo scontro con Radish, decide di allenare il bambino per prepararlo alla battaglia contro i due Saiyan. Lentamente comincia ad instaurarsi un rapporto tra i due. Sulla Terra fanno il loro arrivo Vegeta e Nappa, e saranno proprio i due Saiyan a rivelare a Piccolo delle sue origini aliene di namecciano. Durante la battaglia contro i due temibili nemici Piccolo, nonostante dimostri un'enorme potenza uccidendo un Saibaiman con un colpo solo, subisce un'enorme batosta da uno dei Saiyan, Nappa, nonostante combatta solo contro di lui insieme a tutti gli altri ed arriva a sacrificarsi per salvare Gohan, facendogli scudo da un attacco energetico mortale lanciato dal saiyan, dimostrando così di essersi totalmente convertito e di essere oramai dalla parte del gruppo di Goku. Questo anche per via dell'affetto che Piccolo ha coltivato nei confronti di Gohan durante l'ultimo anno. Con la morte di Piccolo scompare anche Dio e con lui anche le sfere del drago.
Essendo Piccolo stato ucciso e insieme a lui anche Dio, sulla Terra non esistono più le sfere del drago. Così Crilin, Gohan e Bulma partono per il pianeta Namecc per cercare quelle namecciane. Nell'aldilà, nel frattempo, Piccolo riesce a mantenere il suo corpo e decide di farsi allenare da Re Kaioh del Nord, proprio come fece poco tempo prima Goku, insieme a Yamcha, Tenshinhan e Jiaozi. Dopo che Gohan e Crilin recuperano tutte e sette le sfere del drago namecciane, Piccolo chiede al figlio di Goku di riportarlo in vita e di teletrasportarlo su Namecc, in modo che possa aiutarli nella battaglia contro Freezer. Mentre si reca sul campo di battaglia per sfidare il tiranno spaziale, Piccolo incontra il namecciano Nail, ferito mortalmente in precedenza da Freezer, e si unisce a lui con la tecnica dell'assimilazione delle forze di due combattenti riunite in un unico corpo per incrementare la sua potenza. Sentendosi adesso imbattibile, raggiunge il campo di battaglia, riuscendo a tenere testa a Freezer al suo secondo stadio, ma viene sconfitto una volta che il tiranno spaziale raggiunge lo stadio successivo, trasformandosi ulteriormente. Più tardi, dopo aver assistito allo scontro tra Goku e Freezer, viene ferito al petto da quest'ultimo. Piccolo viene poi teletrasportato sulla Terra grazie al terzo desiderio delle sfere del drago espresso da Dende.
In seguito alla distruzione di Namecc per mano di Freezer, i namecciani si stabiliranno in un nuovo pianeta (Neo Namecc) e benché Piccolo avesse la possibilità di andare a vivere lì insieme al suo popolo, preferisce rimanere sulla Terra e proseguire i suoi allenamenti per diventare più forte dato che lo stile di vita fin troppo serafico dei namecciani non fa per lui. Un anno dopo la distruzione di Namecc e dopo la sconfitta di Freezer (sopravvissuto all'esplosione di Namecc) e di suo padre Cold per mano di un ragazzo venuto dal futuro (il quale si scoprirà essere Trunks, figlio di Vegeta e di Bulma), Piccolo scopre da quest'ultimo che di lì a tre anni sarebbe morto a causa di due cyborg, creature costruite dal Dr. Gelo, ultimo superstite del Red Ribbon, intento a vendicarsi di Goku. Così, Piccolo decide di allenarsi per affrontare la minaccia. Durante questo periodo si allena insieme a Goku e Gohan. Assiste allo scontro tra Vegeta e Numero 19 e l'eliminazione di quest'ultimo. Dopo aver scoperto che il cyborg Numero 20 è in realtà il Dottor Gelo, Piccolo, insieme agli altri, cerca il suo laboratorio per impedirgli di attivare i cyborg Numero 17 e 18, ma il gruppo arriva troppo tardi. Nello scontro con i cyborg, Piccolo affronta prima il Dottor Gelo riuscendo ad essergli superiore, ma viene poi sconfitto da Numero 17 con molta facilità. Dopo questa sconfitta, ormai conscio di non poter vincere i cyborg con la sua forza attuale, Piccolo si unisce a Dio e incrementa notevolmente il suo potere combattivo, tornando ad essere il namecciano originale che era prima che i due si scindessero.
(Piccolo dopo essersi fuso con Dio, cap. 360.)
Immediatamente dopo la fusione con Dio, Piccolo si precipita a combattere una nuova minaccia, Cell. In questa occasione, tramite uno stratagemma, scopre da parte dello stesso Cell che quest'ultimo è un cyborg venuto dal futuro e che è stato programmato per assorbire Numero 17 e 18 e diventare così l'essere perfetto, in grado di sovrastare ogni cosa. Piccolo tenta di fermarlo prima che la missione di Cell si compia, ma il cyborg riesce a fuggire. Quando 17, 18 e 16 raggiungono la Kame House, Piccolo, intenzionato a distruggere uno tra 17 e 18 per impedire a Cell di raggiungere i suoi scopi, è costretto ad affrontare il primo dei tre, dando vita ad un duello equilibrato con il cyborg che rimarrà stupito della forza rinnovata dell'avversario. All'arrivo di Cell, Piccolo interrompe lo scontro e decide di proteggere 17 per evitare che quest'ultimo venga assorbito dal mostro. Nonostante i suoi sforzi Piccolo viene sconfitto da Cell, divenuto più forte dopo aver assorbito diverse persone e, successivamente, il namecciano viene salvato in tempo da Goku, giunto sul luogo grazie al teletrasporto. Ripresosi, Piccolo decide di partecipare al Cell Game organizzato da Cell, dopo aver passato due giorni nella Stanza dello Spirito e del Tempo ad allenarsi. Durante il torneo combatte contro uno dei Cell Jr. generati da Cell e (almeno nel manga) è quello che regge meglio la sfida (nonostante Cell ritenga capaci di contrastare le sue piccole copie soltanto Vegeta e Trunks, mentre Goku è stremato). Quando Gohan scaglierà il suo attacco finale riuscirà a distruggere Cell e infine Piccolo assiste alla vittoria di Gohan contro il potentissimo cyborg.
Dopo sette anni, Piccolo decide di partecipare al 25º Torneo Tenkaichi, sotto esortazione di Gohan. Passate le eliminatorie e giunto agli ottavi si ritroverà a combattere contro Kaiohshin dell'Est, riconoscendolo subito grazie alle conoscenze derivatogli dal Dio della Terra. Si ritirerà immediatamente dallo scontro, ammettendo di non avere la minima possibilità di battere una simile entità. In seguito il torneo viene interrotto a causa di Spopovitch e Yamu, due subordinati del mago Babidy, che si erano iscritti al torneo solo per prendere l'energia di Gohan in modo da usarla per liberare un demone potentissimo di nome Majin Bu. Così Piccolo e i compagni si dirigono da Babidy e, giunti nei pressi dell'astronave del mago, vengono attaccati da Darbula. Quest'ultimo, attraverso la sua saliva, riesce a pietrificare Crilin e lo stesso Piccolo. Più tardi, con la morte di Darbula per mano di Majin Bu, sia Piccolo che Crilin ritornano normali. Piccolo ha un breve confronto con Babidy uccidendolo apparentemente tagliandolo in due con un solo colpo, anche se il mago viene curato da Majin Bu (salvo poi essere ucciso dallo stesso Majin Bu in un secondo momento). Insieme a Crilin salverà Goten e Trunks da morte certa quando Vegeta tenta inutilmente di eliminare Majin Bu con l'autodistruzione, e li porteranno al Santuario di Dio, dove Piccolo viene incaricato da Goku di allenare Goten e Trunks nell'utilizzo della danza di Metamor che permetterà ai due di effettuare la fusione. Goten e Trunks, grazie agli insegnamenti di Piccolo, completano la tecnica fondendosi in Gotenks. Piccolo assisterà poi Gotenks durante la sua lotta contro Majin Bu, intervenendo in prima persona in alcune circostanze, cerca anche inutilmente di intrappolare Majin Bu nella Stanza dello Spirito e del Tempo, ma alla fine lui e Gotenks verranno assorbiti all'interno del corpo del mostro rosa. In seguito, una volta liberato dal corpo di Majin Bu grazie a Goku e Vegeta, muore nell'esplosione della Terra causata dal demone. Riportato in vita grazie alle sfere del drago namecciane, Piccolo dona la sua energia insieme a tutti i terrestri per la Sfera Genkidama creata da Goku che distruggerà Majin Bu.
Sebbene in quest'ultimo arco Piccolo non abbia mai avuto l'occasione di combattere, quando nel corpo di Super Bu si scioglie la fusione di Gotenks, Goku specifica che in quel momento il guerriero più forte nel corpo di Bu è Piccolo, confermando che il namecciano resta più forte di Goten e Trunks sfusi (nell'edizione italiana dell'anime, e delle vecchie edizioni del manga precedenti alla Evergreen Edition, a causa di un errore di traduzione, è andato perso questo dettaglio).

### Dragon Ball Super
In Dragon Ball Super, ambientato tempo dopo la sconfitta di Majin Bu, Piccolo viene invitato alla festa di compleanno di Bulma, la quale viene rovinata dall'arrivo del Dio della distruzione Beerus, venuto sulla Terra per cercare il misterioso Super Saiyan God. Nella serie animata prova ad affrontarlo venendo facilmente sopraffatto dalla sua schiacciante forza, mentre nel manga non ha avuto la possibilità di misurarsi con lui dato che Vegeta gli aveva sconsigliato di attaccarlo mentre stava per usare il Makankosappo. Assisterà poi alla lotta tra Beerus e Goku (trasformato in Super Saiyan God). Successivamente, insieme a Gohan, Crilin, Muten e Tenshinhan, affronta i soldati del redivivo Freezer, giunto sulla Terra per vendicarsi di Goku. Nel corso del combattimento (solo nell'anime) Piccolo si sacrifica per salvare Gohan, facendogli scudo da un attacco energetico mortale lanciato da Freezer. Dopo la morte del tiranno spaziale, Piccolo ritorna in vita con le sfere del drago e inizia ad allenare nuovamente Gohan sotto sua richiesta.
Poco tempo dopo la sconfitta di Freezer, combatterà in rappresentanza del Settimo Universo al torneo di arti marziali, insieme a Goku, Vegeta e Monaka. Nel corso del torneo Piccolo è il secondo a salire sul ring, venendo sconfitto irregolarmente da Frost, che lo stordisce con un ago stordente. In seguito, una volta fatta luce sul comportamento scorretto di Frost, Piccolo si ritira ugualmente dal torneo nonostante la sua squalifica fosse stata annullata per consentire a Vegeta di battersi personalmente Frost. Piccolo tra l'altro scoprirà il segreto di Monaka: in realtà non è un vero combattente, Beerus lo aveva solo fatto credere a Goku per motivarlo a migliorarsi. Concluso il torneo con la vittoria del Settimo Universo, Piccolo riprende la vita pacifica sulla Terra finché Trunks del futuro fa ritorno nel presente per avvertire i suoi amici della minaccia di Black Goku. Per sconfiggere il nuovo nemico, Piccolo, nella serie animata, suggerisce a Goku e Vegeta di utilizzare la Mafuuba, mentre nel manga è lo stesso Goku che decide di sua iniziativa di usare quella tecnica, che però si rivela inefficace, poiché Goku dimentica di portare con sé il sigillo necessario a rinchiudere l'avversario.
Tempo dopo partecipa al Torneo del Potere indetto da Zeno insieme a Gohan, Goku, Vegeta, Crilin, Tenshinhan, Muten, 17, 18 e Freezer, una battle royale di ottanta guerrieri dove gli universi che verranno battuti saranno cancellati. Prima del torneo nel Mondo del Nulla il namecciano decide di allenare Gohan per aiutarlo a recuperare il potere latente che aveva perso e con il quale affrontò Majin Bu, riuscendo a riportarlo in forma. Una volta cominciato il torneo vero e proprio Piccolo decide di combattere in gruppo insieme a Gohan, Tenshinhan, Crilin e Muten, sfruttando la sua esperienza per lavorare in squadra con i compagni. Nell'anime affronta insieme a Gohan Rubalt e Obuni del decimo universo eliminando il primo con facilità, poi affronta i due namecciani del sesto universo Saonel e Pilina e nonostante la difficoltà del duello riesce ad avere la meglio su di loro portando alla cancellazione del sesto universo. Sfidato dagli ultimi guerrieri del quarto universo, Piccolo riesce ad eliminare l'invisibile Gamisaras e Shantza, ma viene sconfitto a tradimento da Damon. Nel manga affronta i guerrieri del nono universo insieme a Gohan e Freezer, riuscendo a sconfiggere il loro leader Bergamo. Successivamente affronta insieme ad Androide 17 e Gohan i guerrieri del decimo universo e riesce a sconfiggere Jirasen e Napapa, ma lo scontro è interrotto da Gamisaras: Piccolo riesce ad eliminarlo, ma viene colpito a tradimento dal suo compagno Damon.
Poco tempo dopo il torneo, sulla Terra giunge Freezer scagliando contro Goku e Vegeta il suo nuovo soldato: Broly, un Saiyan sopravvissuto alla distruzione del pianeta Vegeta. Vedendo l'enorme potenza del nemico, Goku si teletrasporta insieme a Vegeta da Piccolo. Saranno proprio Goku e Piccolo a insegnare a Vegeta la danza di Metamor, con la quale Goku e Vegeta si fonderanno in Gogeta, ottendendo così una vittoria contro l'avversario.
Quando lo stregone Molo fa evadere i prigionieri dalla Prigione Galattica, i Fratelli Macareni raggiungono la Terra e lì affrontano Piccolo il quale li sconfigge facilmente catturandoli. Successivamente fanno la loro comparsa, sulla Terra Seventhree, Yunba e Shimorekka, i quali sconfiggono Piccolo, Crilin e Gohan, ritirandosi solo per ordine di Molo. Dopo due mesi lo stregone e i suoi scagnozzi attaccano nuovamente la Terra nella speranza di prelevare maggiore energia, ma Piccolo e Gohan guidano la resistenza dei terrestri e riescono a sconfiggere Seventhree con l'aiuto di Androide 17. Sconfitto dal braccio destro di Molo Saganbo, Piccolo assiste ai successivi combattimenti di Goku e cerca di assisterlo nella lotta contro lo stregone venendo ferito gravemente. Ripresosi grazie a Dende, Piccolo intuisce che la tecnica di fissione dello spirito di Vegeta può essere usata per aumentare la forza di Goku e pertanto fornisce la sua energia al Saiyan insieme agli altri guerrieri, in questo modo Goku elimina Molo segnando con la sua strategia di Piccolo la fine dello stregone.
Qualche anno dopo Piccolo adesso vive in una casa tutta sua (simile a quelle del pianeta Namecc) decide di allenare la giovane Pan, la figlia di Gohan e Videl di tre anni. Un giorno dopo gli allenamenti viene attaccato da un nuovo cyborg chiamato Gamma 2 creato dal Dr. Hedo del neonato Red Ribbon. Piccolo lo affronta ma non essendo abbastanza forte da batterlo si limita a nascondersi. Poi s'intrufola nella base del nemico scoprendo dell'esistenza di Cell Max, versione potenziata del Cell originale. Piccolo con le sfere del drago decide di evocare Shenron per esprimere il desiderio di risvegliare il suo potenziale latente. Piccolo e Gohan affrontano Gamma 1 e Gamma 2 nella base della Red Robbon, e Piccolo combatte nuovamente contro Gamma 2 e con i suoi nuovi poteri attiva la trasformazione di Orange Piccolo, che lo rende forte al punto di sconfiggere il cyborg con un solo pugno. Dopo aver fatto comprendere ai due cyborg che in realtà il Red Ribbon ha intenzioni malvagie, Magenta decide di risvegliare Cell Max. Piccolo e Gohan affrontano Cell Max, infine per merito di Piccolo che riesce a tenere bloccato il mostro, Gohan gli dà il colpo di grazia uccidendo Cell Max.

### Dragon Ball GT
Dragon Ball GT è ambientato dopo cinque anni dalla fine di Dragon Ball Z. Il personaggio di Piccolo è completamente assente nei primi episodi e compare per la prima volta nel momento in cui Baby riesce ad impossessarsi del corpo di Gohan. Mentre è intento a difendere Goten, Piccolo viene colpito da una violentissima Kamehameha lanciata da Baby e muore apparentemente. In realtà, Piccolo riesce a sopravvivere e riappare poco prima della distruzione della Terra da parte delle sfere del drago dalla stella nera. In questa occasione dona la propria energia a Goku affinché il Saiyan possa teletrasportarsi sul pianeta Plant, mentre lui, nonostante abbia la possibilità di seguirlo, sceglie di rimanere sulla Terra così che, con la sua morte, possa distruggere per sempre le sfere del drago dalla stella nera. Prima di morire saluta un'ultima volta Gohan, ringraziandolo di tutto, il quale si dispera per la dipartita del suo amico.
Nella successiva avventura, dopo aver scoperto che Goku è rimasto imprigionato negli inferi, Piccolo, dall'aldilà, decide di recarsi anch'egli negli inferi per poter liberare l'amico. Così, insieme a Dende, riesce a creare un varco tra il mondo dei vivi e il mondo dei morti e permette a Goku di fuggire; ciò, tuttavia, comporta la sua confinazione nel regno degli inferi e, per questo motivo, egli comincia a comportarsi come una sorta di guardiano allo scopo di tenere sotto controllo le anime dell'inferno un po' troppo bellicose.
Piccolo riappare per l'ultima volta quando Goku, dopo aver sconfitto Li Shenron, si reca negli inferi per salutare un'ultima volta l'amico e ringraziarlo per tutte le volte che l'ha aiutato nella vita.

## Descrizione

### Aspetto fisico
Piccolo è molto alto e possiede un fisico possente. Presenta le tipiche caratteristiche fisiche dei namecciani, ossia: la carnagione verde, due antenne sulla testa, l'assenza di capelli, i muscoli delle braccia, gambe e addome di colore rosato (giallo nel manga), le mani dotate di quattro dita (cinque nell'adattamento animato, e poi anche nel manga di Dragon Ball Super) ed il sangue violaceo e, similmente, anche il suo abbigliamento ricalca quello di Namecc, che consiste in un completo viola senza maniche, mantello e turbante bianco e una cintura blu (rossa nel manga e in alcuni film). Il mantello e il turbante, a partire da Dragon Ball Z, diventano molto pesanti, in quanto Piccolo li appesantisce per intensificare i suoi allenamenti, proprio come faceva Goku.
Da bambino, invece, il personaggio indossava, proprio come suo padre, un vestito blu su cui era inciso l'ideogramma Ma (魔?) che significa demonio, simbolo della famiglia demoniaca.
Nel corso della serie, ma solo in un episodio dell'anime, Piccolo ha indossato dei vestiti terrestri. In questa puntata, Piccolo indossava una maglietta con scritto "Postboy" (che vuol dire 'postino') e un berretto con su la scritta "Piccoro" (in alfabeto latino) che in giapponese indica l'ottavino (detto anche flauto piccolo).
Toriyama afferma che Piccolo, nonostante sia un mostro con un aspetto truce e severo, possiede un volto "affascinante".

### Personalità
Piccolo è in origine un personaggio malvagio, solitario e sadico, esattamente come suo padre. Fin da bambino aveva il desiderio di vendicare suo padre e si divertiva a procurare dolore agli esseri umani, come si vede in alcune brevi scene filler dell'anime o durante il 23º Torneo Tenkaichi. Piccolo detesta Son Goku e ha come unico obiettivo quello di ucciderlo e conquistare la Terra. Son Goku, dal canto suo, non considera Piccolo malvagio quanto il genitore e dimostra di rispettarlo profondamente. Durante l'allenamento con Son Gohan, Piccolo comincia a nutrire affetto nei confronti del piccolo Saiyan, diventandone grande amico. Il rapporto con Gohan lo influenzerà al punto da porsi spontaneamente a sacrificarsi contro i propri nemici al solo scopo di proteggerlo, diventando per il personaggio una sorta di padre putativo. Contemporaneamente a ciò, inoltre, diventa anche grande amico di Goku, che aiuterà in tantissime occasioni. Dopo alcuni anni, dalle battaglie contro Cell in poi, Piccolo si è unito stabilmente a Goku con l'obiettivo di proteggere la Terra. Dopo l'assimilazione con Dio, Piccolo perde la malvagità di un tempo, diventando definitivamente un personaggio positivo. In alcune occasioni, inoltre, soprattutto nell'arco di Majin Bu, diventa anche un personaggio comico.
Piccolo è molto legato a Gohan e alla moglie di lui Videl tanto che nel tempo libero li aiuta a prendersi cura della loro figlia Pan la quale è molto affezionata al namecciano.
L'aver assimilato Dio gli ha permesso di progredire il suo potere percettivo avendo capito che il Kaiohshin dell'Est era un'entità superiore ancor prima che lui glielo rivelasse, inoltre è probabile che sempre grazie all'assimilazione abbia una certa familiarità con il glossario divino. Persino Shenron si rivolge a Piccolo con riverenza a conferma che ne riconosce l'autorità. Piccolo si è rivelato uno dei personaggi più saggi ed intelligenti della saga, in quanto capace di comprendere immediatamente la strategia degli avversari e di organizzare efficaci contromisure.

### Abilità
Piccolo, essendo appartenente alla potente razza dei namecciani, dimostra di essere molto più forte dei normali terrestri, ed è indiscutibilmente il namecciano più forte di tutto il manga. Come per tutti gli altri membri del suo popolo possiede dei poteri soprannaturali: la capacità di allungare gli arti, di ingrandire il proprio corpo a piacimento, di rigenerare parti del proprio corpo (abilità note come Sai Sei), di sparare raggi dalla bocca o dagli occhi. Possiede anche dei poteri di origine mentale (suo padre era un mago, e ciò gli consente, ad esempio, di creare un vestito nuovo per il piccolo Gohan), ma anche altri poteri tra i quali l'udito ipersviluppato. È in grado di comunicare telepaticamente con una persona, inoltre, possiede la telecinesi. Nell'anime fa uso della capacità di potersi sdoppiare (che utilizza nel corso di alcuni allenamenti). Egli, inoltre, è in grado di utilizzare il Ki e di percepirlo in altri individui, oltre a saper controllare il proprio.
Già durante il 23º Torneo Tenkaichi Piccolo dimostra di conoscere diverse tecniche combattive, come lo Zanzoken e la Bukujutsu (舞空術?, Bukujutsu), ma tuttavia la sua tecnica principale rimane il Makankosappo (?, 魔貫光殺砲, Makankō Sappō, letteralmente Cannone demoniaco della luce omicida trapassante, italianizzato in Cannone Speciale), che utilizza per la prima volta contro Radish. Piccolo aveva inventato questa tecnica per uccidere Goku. Sebbene Piccolo, durante la battaglia contro Radish, impieghi diversi secondi per caricare il colpo, in seguito sarà capace di eseguire la tecnica senza necessità di concentrarsi. Piccolo è in grado di utilizzare anche alcune tecniche tramandategli da suo padre, come la Chobakuretsumaha (超爆裂魔波?), la Bakurikimaha (爆力魔波?) Altre tecniche di Piccolo sono il Masenko (魔閃光?, Masenkō), la Mafuuba (魔封波?, lett. Onda dell'argimento demoniaco), che Piccolo aveva imparato per impedire che qualcuno lo imprigionasse, cosa che era successa già a suo padre in passato, e la Makuhoidan (魔空包囲弾?, Makūhōidan), tecnica utilizzata contro Numero 17: Piccolo lancia dei colpi energetici che circondano l'avversario e poi li attira tutti su di lui, facendoli esplodere contemporaneamente.
Piccolo è in grado di utilizzare la tecnica nota come assimilazione. Si tratta di una fusione tra due namecciani e viene chiamata in questo modo poiché un solo Namecciano assorbe l'energia, la forza, i ricordi e l'intelligenza di un altro. Nel corso della serie, Piccolo si unisce tramite l'assimilazione con Nail e Dio. In entrambi i casi, ottiene una forza incredibile: dopo l'unione con Nail riesce a mettere in difficoltà Freezer al suo secondo stadio, mentre unendosi a Dio, diventerà un Super Namecciano (Super Guerriero Namecciano nella versione Mediaset) e il suo livello supererà quello di un Super Saiyan (come rivela Vegeta) tanto da risultare potente quanto il cyborg 17; inoltre con l'incremento di forza, il namecciano ha migliorato anche alcune delle sue abilità come il Sai Sei dato che all'inizio esso richiedeva un grande consumo di energia mentre dopo l'assimilazione si è dimostrato capace di rigenerare il suo corpo più facilmente senza un eccessivo dispendio di forze. Successivamente all'allenamento di un giorno nella Stanza dello Spirito e del Tempo, il che equivale ad un anno nel mondo mortale, Piccolo incrementa ulteriormente i suoi poteri superando probabilmente in potenza Numero 16. Inoltre in Dragon Ball Super per merito dei suoi continui allenamenti si è rivelato capace di poter competere con guerrieri del calibro di Numero 17 e Gohan, tra l'altro anche se quest'ultimo fa uso della sua forma Suprema (la quale sia nel manga che nell'anime si è dimostrata di livello paritario alle trasformazioni divine dei saiyan e alla forma golden di Freezer), Piccolo si è dimostrato in grado di combattere al suo fianco stando al passo con la sua forza, inoltre Gohan e Piccolo combattono in maniera perfettamente sincronizzata. Anche Piccolo, come Goku, è in grado di utilizzare la tecnica nota come fusione (融合?, Yūgō), tuttavia non ha mai avuto occasione di utilizzarla. Tuttavia, sulla rivista Weekly Shōnen Jump, è apparsa un'ipotetica fusione tra Crilin e Piccolo, ovvero Criccolo.
A differenza dei Sayan, più improntati sullo scontro fisico, Piccolo è un eccezionale stratega, forse il migliore di tutta la serie. Grazie alla sua intelligenza, alla sua saggezza ed alla sua esperienza è riuscito sempre a elaborare tecniche e tattiche per sconfiggere o comunque tenere testa ad avversari molto potenti: ha sconfitto Dio creando la Contro-Mafuuba, è riuscito ad uccidere Radish, avversario ben più potente di lui, con l'aiuto di Goku, ha guidato i terrestri nella lotta contro Nappa e ha intrappolato Majin Bu nella Stanza dello Spirito e del Tempo quando Gotenks era stato sconfitto. Nonostante in alcune saghe venga distanziato da Goku, Vegeta e il suo allievo Gohan, Piccolo rimane uno dei personaggi più forti ed abili dell'intera opera e uno dei pochissimi personaggi che possa competere con loro in termini di potenza, riuscendo talvolta anche a superarli.

## Trasformazioni
Nel corso delle varie serie e film, Piccolo ha raggiunto livelli di potenza sempre maggiori, che in alcuni casi sono sfociati in vere e proprie trasformazioni, le quali hanno aumentato enormemente le sue capacità combattive.
Introdotte nel manga originale
Forma namecciano gigante (グレートナメック星人?, Gurēto Namekku-seijin)
In Dragon Ball, durante la finale del ventitreesimo torneo Tenkaichi contro Goku, Piccolo assume questa forma, diventando molto più grande ed imponente, nel tentativo di acquisire un vantaggio contro il Saiyan. La trasformazione non aumenta il livello di combattimento del namecciano, tuttavia i suoi colpi diventano molto più pesanti ed impattanti, ma sacrifica la sua velocità e dunque è più vulnerabile agli attacchi avversari. In Dragon Ball Super combinando la forma gigante con la forma Orange, Piccolo è stato capace di mettere in seria difficoltà un avversario del calibro di Cell Max.
Super namecciano (超ナメック星人?, Sūpā Namekku-seijin)
In Dragon Ball Z, durante la saga degli androidi, Piccolo si ricongiunge a Dio dopo aver assimilato pure Nail, tornando così a formare il namecciano originale noto nell'opera come Il Figlio Di Katattsu, il quale era noto per essere un vero e proprio prodigio, e probabilmente l'unico ad aver raggiunto questo stadio per talento naturale senza l'ausilio dell'assimilazione namecciana. Anche solo assorbendo Nail la forza di Piccolo si è notevolmente incrementata, tanto che durante il suo duello con Gelo (dopo tre anni di allenamento) secondo Crilin in quanto a forza Piccolo è alla pari con il Super Saiyan, invece dopo aver assimilato il Dio della Terra riesce a superarla come viene notato da Vegeta. In questa forma, Piccolo non ha cambiamenti estetici se non per il fatto che quando usa al massimo la sua forza, la sua aura cambia colore, passando da bianca ad un azzurro molto luminoso, come visto nello scontro contro C-17. In maniera analoga ai saiyan con i loro vari stadi di Super Saiyan, anche Piccolo sembra essere in grado di attivare e disattivare lo stadio di Super Namecciano a suo piacimento, in quanto lo si vedrà trasformarsi in due occasioni (contro Cell a Ginger Town e contro C-17), e lo stesso Piccolo nell'anime affermerà con Dio che sarà lui a decidere quando attivare i nuovi super poteri.
Introdotte in Dragon Ball Super
Potenziale sbloccato (潜在能力解放?, Senzai Nōryoku Kaihō)
Nel film Dragon Ball Super: Super Hero, Piccolo chiede a Dende di sbloccare il suo potenziale latente come fece l'Anziano Saggio su Namecc per Gohan e Crilin, tuttavia il giovane Dio della Terra non è ancora dotato di abilità ed esperienza sufficienti per esaudire la richiesta, e quindi suggerirà a Piccolo di usare le Sfere Del Drago. Una volta espresso il desiderio, Piccolo potrà accedere a tutto il suo potenziale, sbloccando così questa trasformazione che lo porterà su livelli altissimi e mettendolo in condizione di affrontare Gamma 2 in un combattimento serrato, pur rimanendo ancora inferiore all'androide. In questa forma, Piccolo assume un'aura dorata estremamente simile a quella emanata dai Super Saiyan, la sua pelle assumerà un colorito giallognolo e le striature sulle sue braccia spariranno.
Orange Piccolo (オレンジ・ピッコロ?, Orenji Pikkoro)
Dopo aver sbloccato il suo potenziale latente, il drago Shenron conferirà a Piccolo anche un extra che permetterà al namecciano di raggiungere un'ulteriore trasformazione. In questa forma, Piccolo diventa molto più muscoloso ed imponente, la sua pelle assume un colore arancione chiaro su testa e busto ed arancione scuro sulle braccia, le sue antenne puntano verso l'alto, il contorno dei suoi occhi è più marcato e con pupille rosse, mentre sul retro della sua tunica comparirà un simbolo luminoso che rappresenta le spire di Shenron intorno all'albero Ajissa, un albero sacro che i namecciani venerano come fosse una divinità e con proprietà mistiche. L'aumento di potenza di questa trasformazione è enorme, tanto che Piccolo riuscirà a sconfiggere Gamma 2 senza difficoltà.
Akira Toriyama ha dichiarato che in questa forma, Piccolo ha finalmente colmato il gap con Goku e gli altri guerrieri più forti, e questo dettaglio verrà ulteriormente confermato da Toyotaro, il quale ha dichiarato che i 5 più potenti del gruppo dei Guerrieri Z (Goku, Vegeta, Gohan, Piccolo e Broly), nelle loro forme definitive (Ultra Istinto, Ultra Ego, forma Beast, Super Saiyan Leggendario/Full Power e forma Orange) hanno tutti un livello di potenza simile .

## Il figlio di Katattsu
Prima dello scisma che portò alla divisione di Dio e del Grande Mago Piccolo (di cui Piccolo è sia il figlio che la reincarnazione) i due erano un'unica entità, un namecciano di cui non si è mai conosciuto il nome esatto, che venne portato in salvo dal suo popolo con un'astronave spaziale in tenera età quando un cataclisma che colpì Namecc alcuni secoli prima dell'inizio del manga, portò alla quasi estinzione i namecciani, infatti a parte lui solo Guru era sopravvissuto nonostante fosse rimasto su Namecc. La sua astronave atterrò sulla Terra, nello Yunzabit, dove trascorse la sua infanzia. A quanto pare vivendo lì, ha subito un trauma cranico che gli fece perdere ogni memoria sulle sue origini aliene, l'unica cosa che aveva era un messaggio da parte degli abitanti del suo popolo che gli avevano promesso che sarebbero tornati a riprenderlo, cosa che non è mai avvenuta dato che i namecciani si erano ormai quasi completamente estinti. Il namecciano ha vissuto nello Yunzabit confondendo la sua astronave per una casa, ma dopo 30 anni abbandonò quel luogo. Veniva descritto come un essere dall'animo nobile, però a quanto pare interagendo con i terrestri, che lo avevano contaminato con la loro cattiveria, il suo animo sviluppò una parte oscura. Si è dedicato alle arti marziali diventando un ottimo combattente, decise di recarsi dal Dio della Terra per diventare un suo discepolo, una volta raggiunto il suo santuario, e dopo la sua dipartita il namecciano decise di prendere il suo posto, ma per essere degno della carica dovette separarsi dalla sua parte malvagia, cosa che avvenne dopo un intenso allenamento, e così la parte buona divenne il nuovo Dio della Terra, mentre quella malvagia divenne il Grande Mago Piccolo, curiosamente prese lo stesso nome della parola d'ordine con la quale il namecciano apriva l'ingresso dell'astronave con la quale giunse sulla Terra. Sebbene Piccolo, come reincarnazione di suo padre, si sia riunito con Dio tramite la fusione namecciana, facendo sì che i due tornassero a essere un'unica entità namecciana, non sembra appropriato affermare che si tratti del namecciano originale, in quanto sembra che lo stesso Piccolo veda la sua come una nuova identità.
Nell'anime di Dragon Ball GT il figlio di Katattsu è indirettamente causa degli eventi principali della prima parte narrativa della serie, in quanto lui stesso, prima di dividersi in due entità distinte, nel pieno del suo potere, creò le sfere del drago dalla stella nera.

## Doppiaggio

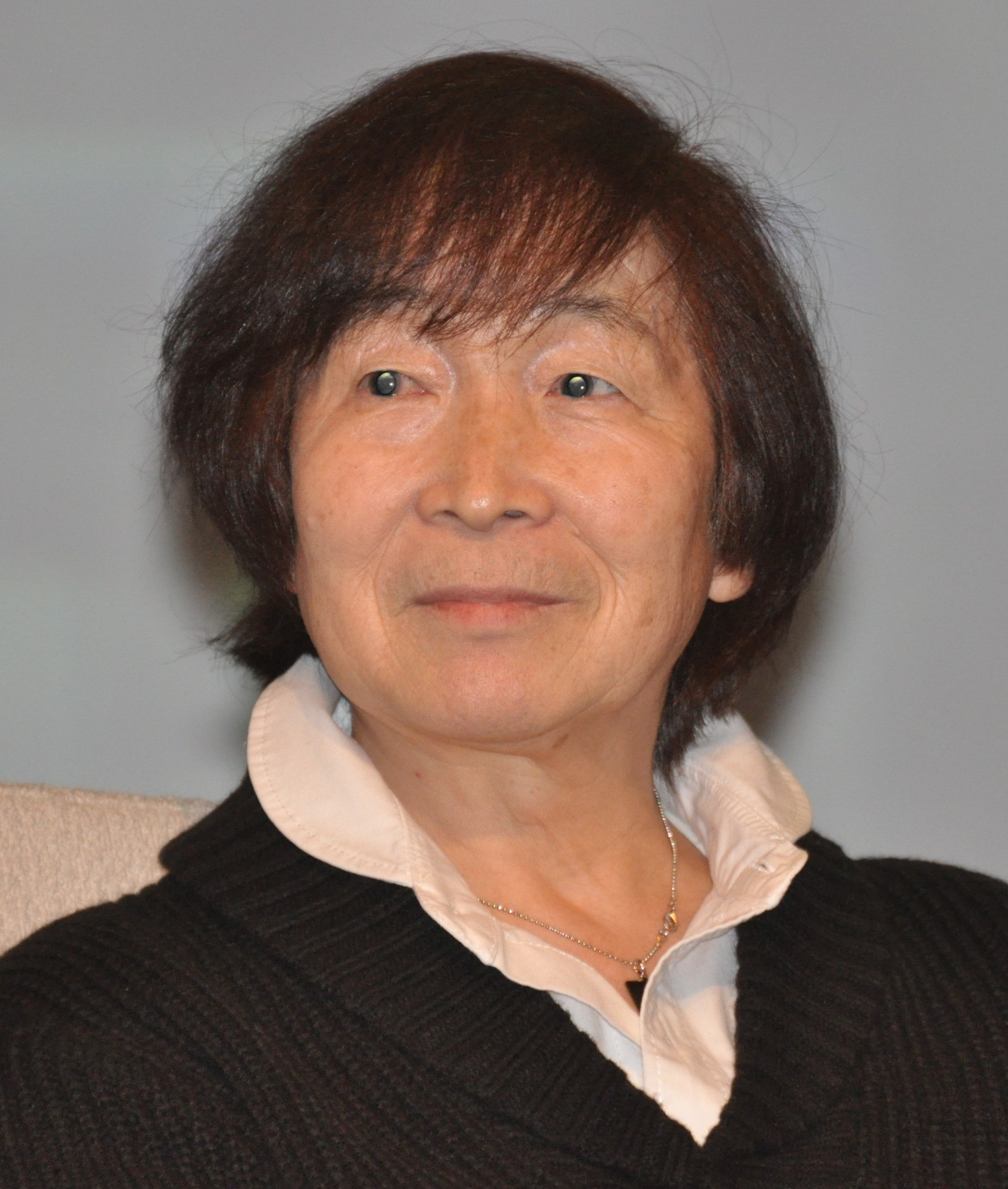
Toshio Furukawa, doppiatore di Piccolo da adulto nell'edizione originale giapponese dell'anime

Nella versione originale giapponese, Piccolo è doppiato da bambino da Hiromi Tsuru, mentre da adulto da Toshio Furukawa.
In Italia Piccolo da bambino è stato doppiato da Paolo Torrisi (il doppiatore di Goku adulto), mentre da adulto è doppiato da Alberto Olivero. Nel doppiaggio Dynamic Italia dei film, Piccolo è doppiato da Piero Tiberi, mentre nei film Dragon Ball Z: La battaglia degli dei e Dragon Ball Z: La resurrezione di 'F' è doppiato da Danilo Di Martino. Dall'episodio 30 di Dragon Ball Super, a causa del ritiro di Olivero, Piccolo viene doppiato da Luca Ghignone, che gli dà voce anche nei film correlati alla serie.
Negli Stati Uniti d'America Piccolo è invece doppiato principalmente da Christopher Sabat, il quale ha prestato la voce a molti personaggi della serie, tra cui Vegeta, Yamcha, il Grande Mago Piccolo e tre membri della Squadra Ginew. In Francia, invece, da Philippe Ariotti. In America Latina è doppiato principalmente da Yamil Atala (da bambino), Carlos Segundo e José Luis Castañeda (da adulto), e infine da Idzi Dutkiewicz (da adulto) in Dragon Ball Kai. In Portogallo è stato doppiato da tre doppiatori: Ricardo Spínola, João Loy e Vítor Rocha.

## Accoglienza
Diverse riviste specializzate in anime e manga hanno espresso critiche positive sul personaggio apprezzando la sua personalità e il suo sviluppo durante la serie. Lo stesso Akira Toriyama ha dichiarato in un'intervista che Piccolo è il suo personaggio preferito. Chris Beveridge ha elogiato lo sviluppo di Piccolo in Dragon Ball Z da antagonista a personaggio positivo, soprattutto grazie all'allenamento con Gohan per la battaglia contro Vegeta e Nappa. Katherine Luther di about.com ha definito Piccolo come il namecciano più forte, ma ha trovato nel personaggio anche diversi punti deboli che lo rendono più simile ad un essere umano, ad esempio l'affetto che Piccolo prova per Gohan. Chris Beveridge, parlando ancora di Piccolo, ha elogiato il combattimento tra il namecciano e Son Goku, definendolo molto divertente nonostante conti un certo numero di episodi. Tim Jones ha rivelato di aver trovato molte differenze tra Piccolo della prima serie e quello della seconda. Piccolo è stato anche elogiato nelle sue apparizioni nei film di Dragon Ball e, soprattutto, ha sempre ottenuto, nei sondaggi di popolarità su i personaggi di manga e anime, recensioni molto positive e si è sempre classificato nei primi posti in classifica.

## Altre apparizioni
Oltre a comparire nei videogiochi dedicati alla saga, Piccolo è presente nel videogioco che vede protagonisti oltre ai personaggi di Dragon Ball, anche quelli di Naruto e One Piece (Battle Stadium D.O.N), oltre che in altri videogiochi crossover con altre proprietà Weekly Shōnen Jump, come ad esempio Jump Force. Oltre che in numerosi film di Dragon Ball, Piccolo è presente anche in Cross Epoch, un manga crossover fra Dragon Ball e One Piece, realizzato in collaborazione tra Toriyama ed Eiichirō Oda, nel quale è in compagnia di Roronoa Zoro.